# Seacat
Seacat war eine schiffbasierte Kurzstreckenflugabwehrrakete aus dem Vereinigten Königreich.

## Entwicklung
Die Seacat entstand aufgrund einer Forderung der Royal Navy. Diese wollte die aus dem Zweiten Weltkrieg stammenden 40-mm-Bofors-Geschütze durch leichte Flugabwehrlenkwaffen ersetzen. Der Entwicklungsauftrag wurde der Firma Short Brothers in Belfast zugesprochen. Dort begann man im Jahr 1956 unter der internen Bezeichnung SX-A5 mit Entwicklung der Seacat. Als Basis für die neue Fliegerabwehrlenkwaffe griffen die Entwickler auf den Entwurf der Panzerabwehrlenkwaffe Malkara zurück. Die Seacat wurde 1959 an der Farnborough International Airshow erstmals der Öffentlichkeit vorgestellt. Für die Seeerprobung wurde 1961 ein komplettes Seacat-System auf der HMS Decoy, einer Fregatte der Daring-Klasse (1949) eingebaut. Nach der Seeerprobung erfolgte die Einführung der Seacat auf verschiedenen Schiffen der Royal Navy. Danach erfolgten auch Verkäufe auf dem Exportmarkt.
Insgesamt wurden über 15.000 Seacat und Tigercat Lenkwaffen produziert. Mit der Seacat war es nicht möglich, überschallschnelle Ziele zu bekämpfen. Daher wurde sie ab dem Jahr 1978 bei der Royal Navy durch die Sea Wolf ersetzt.

## Technik
Seacat wurde zur Bekämpfung von Flugzeugen und Hubschraubern, die im Unterschallbereich fliegen, entwickelt. Das System bestand im Groben aus einem optischen Richtgerät (Seacatdirector), einem einfachen Feuerleitrechner sowie einem um 360° drehbaren Dreifach- oder Vierfach-Starter für die Lenkwaffen.
Die Seacat-Lenkwaffe war in drei Sektionen aufgeteilt. In der Lenkwaffenspitze waren der Aufschlag- und der Infrarot-Näherungszünder sowie der Continuous-Rod-Gefechtskopf untergebracht. Der Gefechtskopf wog 18,14 kg und hatte einen Sprengstoffanteil von 9,97 kg. Hinter dem Gefechtskopf waren die pneumatischen Systeme mit dem Gaserzeuger und den Aktuatoren untergebracht. Diese sorgten für die Steuerimpulse der großen Steuerflügel in der Mitte der Lenkwaffe. Die vier Steuerflügel waren trapezförmig und hatten eine Pfeilung von rund 45°. In der mittleren Sektion waren ebenso der Autopilot sowie das Empfangsgerät für die Steuerkommandos platziert. Im Heck war das zweistufige Feststoffraketentriebwerk von IMI plc mit einer Brenndauer von 17,5 Sekunden untergebracht. Weiter befanden sich am Heck vier Stabilisierungsflügel. Die Seacat-Lenkwaffen wurden in versiegelten Kunststoffbehälter in Magazinen unter dem Schiffsdeck gelagert. Von dort wurden sie von der Schiffsbesatzung zu dem Starter getragen und auf diesen aufgesetzt.
Auf dem Starter waren neben den Lenkwaffen auch die zylinderförmige Sendeanlage zur Übermittlung der Steuerbefehle untergebracht.
Das Richtgerät wurde Seacatdirector genannt und war auf einer drehbaren Plattform untergebracht. Das tachymetrische Richtgerät wurde von zwei Mann bedient. Der Schütze erfasste das Ziel visuell mit einem Binokular und verfolgte dieses. Die Bewegung des Richtgeräts erfolgte mit Handantrieb durch das zweite Besatzungsmitglied, das das Ziel ebenfalls mit einem Binokular verfolgte. War das Ziel in Schussdistanz, startete der Schütze die Seacat-Lenkwaffe. Nach einer Flugstrecke von rund 300 m erschien die Lenkwaffe im Sichtbereich des Schützen. Zur besseren Erkennbarkeit der Lenkwaffe waren an dessen Heck zwei Fackeln angebracht, die ein helles Licht und eine Rauchspur erzeugten. Der Schütze musste nun die Lenkwaffe in eine Zielachse mit dem Flugziel bringen und führte die Lenkwaffe mit einem kleinen Joystick an das Ziel heran. Dabei musste er sowohl die Lenkwaffe als auch das Flugziel mit dem Binokular verfolgen. Sämtliche Bewegungen des Richtgerätes wurden vom Starter nachgemacht und dieser sendete die Steuerbefehle via Funk an die Seacat-Lenkwaffe. Kam das Flugziel in den Ansprechradius des Näherungszünders, wurde der Gefechtskopf gezündet. Bei einem Direkttreffer wurde der Gefechtskopf durch den Aufschlagzünder ausgelöst. Dieses MCLOS (Manual Command to Line of Sight) genannte Steuerverfahren erforderte vom Schützen ein hohes Maß an Geschicklichkeit und Konzentration.

## Varianten

### GWS Mk.20
Die erste Variante war die Ausführung GWS-20. Dies steht für Guided Weapon System Mark 20. Bei dieser ersten Ausführung erfolgte der Bekämpfungsablauf wie oben beschrieben. Das System eignete sich nur für den Schönwettereinsatz. GWS Mk.20 kam innerhalb der Royal Navy unter anderem auf den Zerstörern der County-Klasse, den Fregatten der Rothesay-Klasse und auf den Landungsschiffen der Fearless-Klasse zum Einsatz.

### GWS Mk.21
Bei dieser zweiten Ausführung konnte eine Zielzuweisung durch das Schiffsradar an den Seacatdirector erfolgen. Ebenso wurden das Flugziel und die Lenkwaffe während des Bekämpfungsablaufes durch ein Radar verfolgt. Zum Einsatz kamen Radare vom Typ Type 262, Contraves Sea Hunter, Elsag NA9 oder Hollandse Signaalapparaten WM-40 zur Anwendung. Dank der Radarhilfe war es nun bedingt möglich, das Seacat-System auch bei Nacht und bei schlechtem Wetter einzusetzen. Die Lenkwaffensteuerung erfolgte nach wie vor manuell via MCLOS durch einen Schützen. Durch den Einbau eines Höhenmessers in der Lenkwaffe konnten nun auch tieffliegende Ziele bekämpft werden. GWS Mk.21 kam innerhalb der Royal Navy unter anderem auf den Fregatten der Tribal-Klasse sowie auf den Zerstörern der County-Klasse und der Battle-Klasse zum Einsatz.

### GWS Mk.22

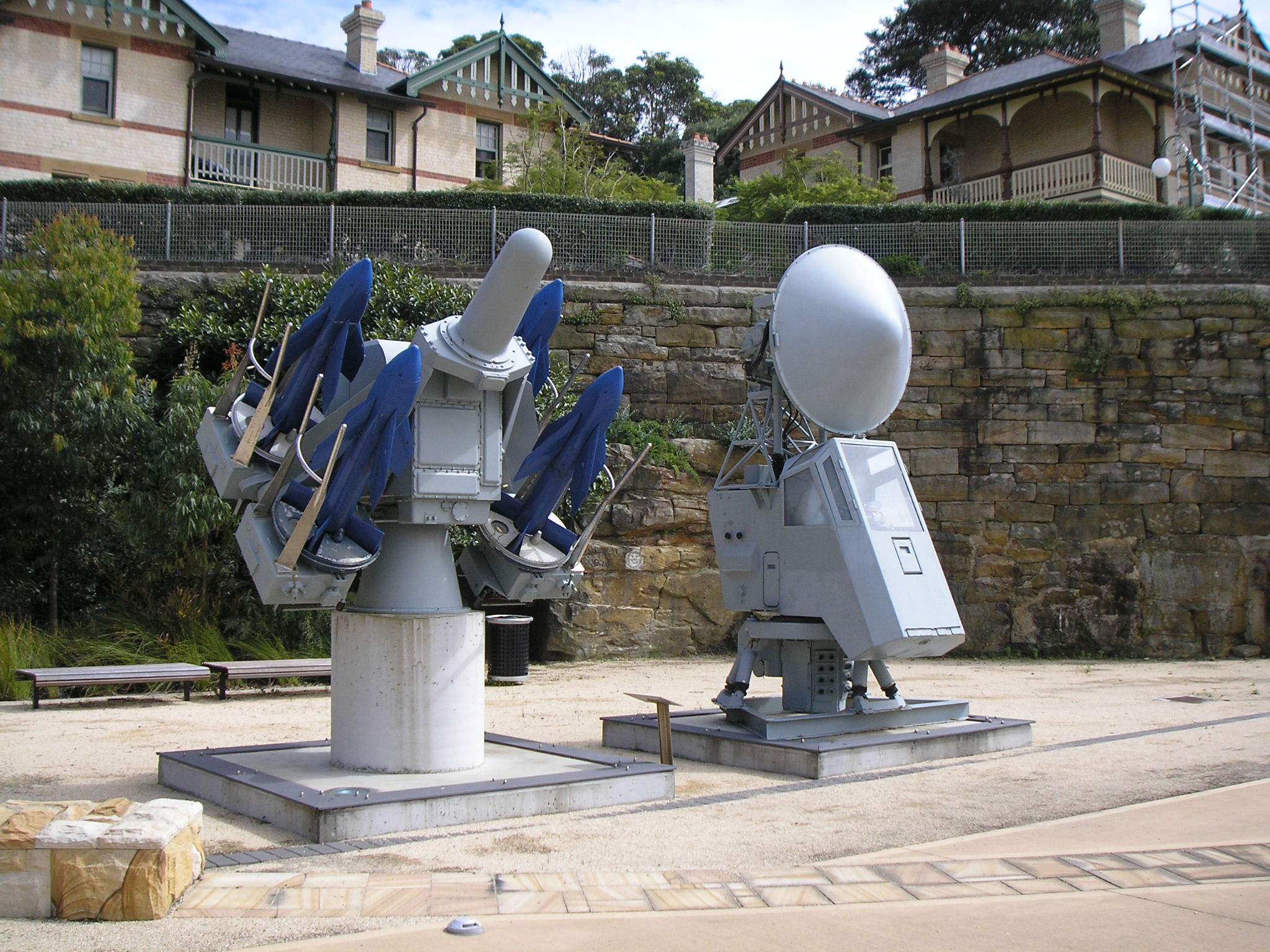
Seacat GWS Mk.22 im Royal Australian Navy Heritage Centre in Sydney

Bei der Ausführung GWS Mk.22 wurde das System grundlegend überarbeitet. Der Seacatdirector hatte nun eine Besatzung von einem Mann und war in einer geschlossenen Kabine untergebracht. Der Schütze war so vor Wettereinflüssen geschützt. Die Bewegungen des Seacatdirectors erfolgten nun automatisch durch die Steuerbewegungen des Schützen und nicht mehr durch Muskelkraft. Auf dem Dach der Kabine war ein Radar angebracht, welches sowohl das Ziel als auch die Seacat-Lenkwaffe verfolgte. Verwendet wurden Radare vom Typ Type 903 oder Type 904, welche im I/J-Band arbeiteten. Mithilfe des Radars kam das SACLOS-Steuerverfahren zum Einsatz. Der Schütze musste nun nur noch das Flugziel mit einem Visier verfolgen. Die Lenkwaffensteuerung erfolgte automatisch und die Kurskorrekturen für die Lenkwaffe wurden mit dem British Aerospace MRS3-Feuerleitrechner errechnet. Diese Steuerverfahren war wesentlich zuverlässiger und die Treffererwartung konnte deutlich erhöht werden. Ebenso konnte Seacat nun auch in der Nacht und bei schlechtem Wetter eingesetzt werden. Innerhalb der Royal Navy wurden verschiedene Schiffe mit dem GWS Mk.22 nach- und ausgerüstet. Unter anderem kam GWS Mk.22 auch auf dem Flugzeugträger HMS Hermes (R12) zum Einsatz.

### GWS Mk.24
Bei der Ausführung GWS Mk.24 entfiel die Besatzung des Seacatdirector. Die Steuerung erfolgte nun mit einer fernbedienbaren Steuereinheit. Bedient wurde das Seacat-System von Konsolen unter dem Schiffsdeck. Die Zielverfolgung erfolgte mittels Radar und der Type-323-TV-Kamera. Diese war an das Ferranti WSA-4-Feuerleitsystem angeschlossen. Gegenüber dem Vorgängermodell konnte die Treffererwartung nochmals gesteigert werden.

### Tigercat Mk.I

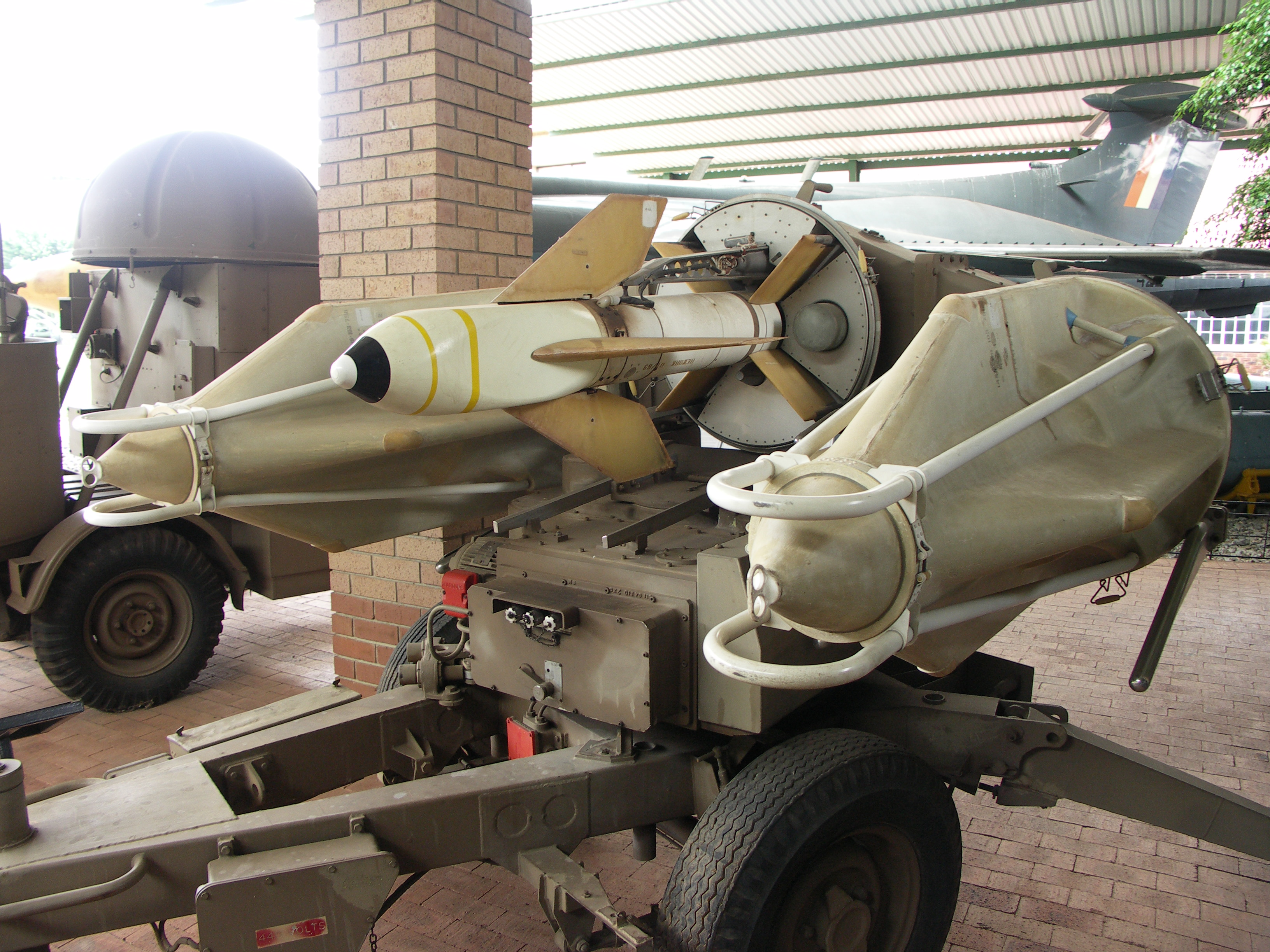
Tigercat der SADF

Die Tigercat entstand in den 1950er-Jahren und war eine fahrzeuggebundene Ausführung der Seacat für den Einsatz auf dem Land. Das System war auf zwei Anhängern installiert und wurde durch Land Rover transportiert. Auf dem einen Anhänger war ein Dreifach-Starter für die Lenkwaffen installiert. Die Bewegungen des Starters erfolgten mittels Servos. Der Seitenrichtbereich betrug in der Horizontalen 170° und der Höhenrichtbereich lag bei −30 bis +60°. Auf dem zweiten Anhänger war der Feuerleitrechner sowie die optische Zieleinheit untergebracht. Um Tigercat feuerbereit zu machen, wurden die Anhänger abgekoppelt und auf drei Spreizbeine gestellt. Die Funktionen und der Bekämpfungsablauf erfolgten analog dem Seacat GWS Mk.20.

### Tigercat Mk.II
Die Tigercat Mk.II war eine verbesserte Ausführung der Tigercat Mk.I und wurde im Jahr 1973 eingeführt. Sie wurde auch Radar Enhanced Tigercat genannt. Bei dieser Ausführung wurden dieselben Verbesserungen wie bei der Seacat GWS Mk.24 implementiert. Zum Einsatz kam ein Feuerleitradar vom Typ Marconi ST850/M, welches im I/J-Band arbeitete. Daneben kamen die verbesserten Mk.II-Lenkwaffen mit modernisierter Elektronik zum Einsatz. Tigercat Mk.II war ein Vorläufer vom späteren Rapier-System.

## Einsatz
Seacat kam während des Falklandkriegs von Seiten der Royal Navy zum Einsatz. Unmittelbar nach dem Krieg wurden dem Seacat-System 6–10 Abschüsse zugesprochen. Nach späteren Auswertungen wurde dem Seacat-System lediglich ein vermuteter Abschuss zugesprochen. Weiter kam die Seacat im Ersten Golfkrieg zum Einsatz. Während der Operation Praying Mantis starteten Kriegsschiffe der Marine Irans mehrere Secat gegen Grumman A-6 Intruder der United States Navy. Treffer wurden keine erzielt.
Die fahrzeuggebundene Tigercat wurde im Zweiten Indisch-Pakistanischer Krieg, im Bürgerkrieg in Angola, im Falklandkrieg sowie im Ersten Golfkrieg eingesetzt.

## Verbreitung
- Argentinien – Seacat & Tigercat
- Australien – Seacat & Tigercat
- Brasilien – Seacat
- Chile – Seacat
- Deutschland – Seacat
- Ecuador – Seacat
- Indonesien – Seacat
- Indien – Seacat & Tigercat
- Iran – Seacat & Tigercat
- Jordanien – Seacat & Tigercat
- Katar – Tigercat
- Kenia – Tigercat
- Libyen – Seacat
- Malaysia – Seacat
- Neuseeland – Seacat
- Niederlande – Seacat
- Nigeria – Seacat
- Pakistan – Seacat
- Sambia – Tigercat
- Schweden – Seacat
- Simbabwe – Seacat
- Südafrika – Tigercat
- Thailand – Seacat
- Venezuela – Seacat
- Vereinigtes Königreich – Seacat & Tigercat

(Quelle:)